# 蚜灰蝶
蚜灰蝶（學名：Taraka hamada）又名林灰蝶、棋石小灰蝶，是屬於灰蝶科的一種蝴蝶，是蚜灰蝶屬的模式種。分佈於東南亞等地，模式產地為日本橫濱。生境為低於海拔 1200 米的淺山區、平原丘陵等環境的竹林及常綠闊葉林。大多棲息在有幼蟲食餌蚜蟲棲息的樹林中。
蚜灰蝶是蝶類中極少數於幼蟲期為肉食性的物種。因牠們可以吃掉並控制竹葉上的蚜蟲數量，所以在農民眼中稱得上是防制農害的益蟲。若在一個使用農藥控制蟲害的竹林中是見不到蚜灰蝶的存在。換言之，其數量受幼蟲食餌蚜蟲族群數量的影響而有明顯波動。

## 分佈
北印度、喜馬拉雅地區、中國東南部、台灣、香港、朝鮮半島、日本、中南半島及華萊士線以西之東南亞等地。

## 形態

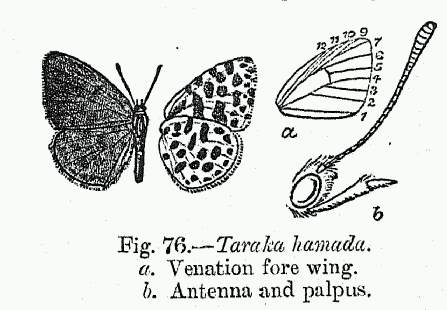
左: 軀體及翅膀背面 右: 翅膀腹面
a: 前翅翅脈 b: 觸鬚及下唇鬚

### 幼生期
卵只有半毫米大，沒有特別花紋。幼蟲淺綠色，身體兩側有許多長毛，背上有2條黃色縱向的線條，將要化蛹的終齡蟲體色會變淡。前蛹體長變短，體色變白，除了身上的長毛外，外表明顯跟幼蟲不同。蛹約 5 毫米，呈淡綠或淡褐的保護色，外型特殊。

### 成蟲
軀體腹面白色，背面黑褐色。雄蝶前足跗節癒合。前翅長 8-13 毫米，接近三角形，前緣弧形，雄蝶前翅翅頂較雌蝶尖，雄蝶外緣近直線狀，雌蝶則呈圓孤狀； 後翅扇形。雌雄翅膀斑紋相似，背面黑褐色，中央常有程度不等之白紋，會透視腹面斑紋；腹面白色並配有豹紋般的黑色斑點。緣毛黑褐色與白色相間。䧳蝶體型比雄蝶稍大。展翅寬 20-25 毫米。

## 習性

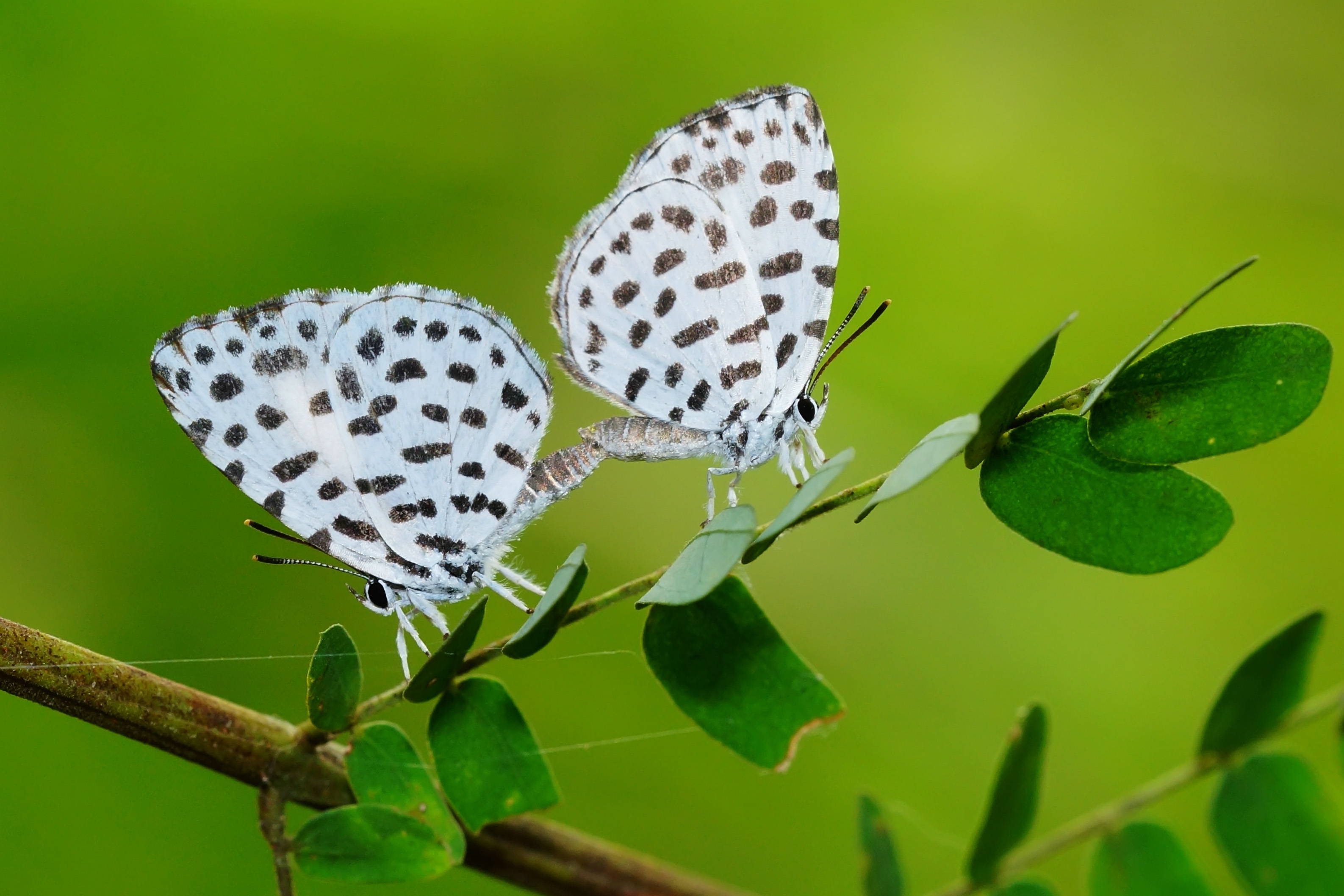
在交配的蚜灰蝶

### 幼生期
幼蟲在 9-11 月較常見，孵出時會取食少部分卵殻，之後會獵食附近的蚜蟲。一至二齡蟲會建造並居住絲膜內，只會在覓食時離開。整個幼蟲階段可進食 50-100 隻蚜蟲。在葉下化蛹。蚜灰蝶幼蟲攝食的種類包括扁蚜科的竹舞蚜和海島舞蚜，以及蚜科的色蚜屬、蚜屬的綿蚜等蚜虫。

### 成蟲
成蟲一年多代，全年可見，在較陰暗的環境活動。飛行緩慢，無力如蛾，停棲時會走動。主要吸食露水或是蚜蟲的分泌物，偶爾會訪花。雄蝶具領域性，午後時會停在林內空曠處守候異性。雌蝶會散產蝶卵於有蚜蟲聚居的葉底。

## 亞種
- T. h. hamada（指名亞種） - 分佈於日本等地
- T. h. mendesia - 分佈於錫金、馬來半島、蘇門答臘、婆羅洲、雲南[6]
- T. h. nivata - 分佈於爪哇等地[6]
- T. h. thalaba（台灣亞種）- 分佈於台灣
- T. h. isona（福建亞種）- 分佈於福建、浙江、四川、廣東、廣西、香港
- T. h. formosana

## 腳註
1. ↑  Markku Savela's website on Lepidoptera Page on Taraka genus.[]
2. ↑  Bingham, C.T.  II 1st. London: Taylor and Francis, Ltd. 1907. |author=和|last1=只需其一 (帮助)
3. ↑  Haribal, Meena. . Gangtok, Sikkim, India: Sikkim Nature Conservation Foundation. 1992: 92–93, ser no 111.
4. ↑  Chou Io (Ed.) Monographia Rhopalocerum Sinensium, 1-2
5. ↑  Wynter-Blyth, Mark Alexander. . Bombay, India: Bombay Natural History Society. 1957: 258. ISBN 978-8170192329.
6. 1 2  Fruhstorfer, 1918 Revision der Gattung Castalius auf Grund der Morphologie der Generationsorgane Tijdschr. Ent. 61 (1/2) : 23-24

## 外部連結
- 维基共享资源上的相關多媒體資源：蚜灰蝶
- 蚜灰蝶 （页面存档备份，存于） - 香港生物多樣性數據庫 （繁體中文）
- Taraka hamada (Druce, 1875) （页面存档备份，存于） - Catalogue of Life （英文）
- Taraka hamada （页面存档备份，存于） - funet.fi